# World of Warcraft: Wrath of the Lich King
A World of Warcraft: Wrath of The Lich King (WOTLK) egy népszerű MMORPG – a World of Warcraft – második kiegészítője a korábban megjelent The Burning Crusade mellett. A játék Northrend kontinensén játszódik, a Lidérc Király (Lich King) földjén. A játékot a BlizzCon 2007 rendezvényen, 2007. augusztus 3-án jelentették be.
A játék hivatalos megjelenésének időpontja a kiadó honlapja szerint 2008. november 13.

## Újdonságok
Néhány újdonság, melyek a 2007-es BlizzCon-on lettek bejelentve:
- Új földrész válik elérthetővé Azeroth világában, Northrend.
- Csata a Lich King ellen
- Az összes képesség és foglalkozás szintje 375-ről 450-re növekszik azzal, hogy a játékosok által elérhető maximális szint 70-ről 80-ra nő.
- Ostromok rombolható épületekkel és ostromgépekkel
- Játszható hős kaszt (hero class): Halállovag (Death Knight) – Szentségtelen rúnaharcos a Szövetség avagy a Horda oldalán.
- Több száz új felszerelési tárgy, küldetés és új insták, portya-insták.
- Egy kültéri Battleground.
- Kis mértékben felújított grafikus motor (shaderek, láng effektek, árnyékkezelés).
- Kétszemélyes hátasok.
- Új fajok és szörnyek, például a Wendigo, a Taunka (a Taurenek rokonai), vagy a jég- és a vastörpék..

## Bétateszt
Zárt körű bétatesztelést is lefolytattak. Bétakulcsot az aktív előfizetők igényelhettek egy úgynevezett Opt-In rendszerrel a hivatalos weboldalon. A játék megjelenésének közeledtével egyre gyakoribb internetes nyereményjátékokon, illetve különböző hivatalos rendezvényeken való részvétellel is szerezhető volt bétakulcs.
A játék hivatalos weboldalán a "beta opt-in" funkcióval bárki, aki a teszt idején rendelkezett aktív World of Warcraft előfizetéssel és a Burning Crusade kiegészítővel, jelentkezhetett a bétatesztre. Az itt regisztrált játékosok közül véletlenszerűen választották ki azokat, akik ténylegesen részt vehettek a tesztben. A felhasználói fióknak azonban aktívnak kellett lennie ahhoz, hogy valaki meghívót kaphasson. A Frostmourne Fan Art Contest nyertesek és azok akik rendelkeztek Dell XPS M1730 WoW Editionnal, biztosan részt vehettek a bétában.
A 2007-es World of Warcraft Trading Card Game Bajnokság díjai között is szerepeltek béta-kulcsok. Egy másik versenyen – melyben képet kellett készíteni Arthasról, amint a legendás Frostmourne kardot viseli – a fődíj elnyerésével a kard egy valódi példányát és egy kulcsot lehet nyerni a WOTLK bétatesztjére. A további két dobogós hely tulajdonosai szintén belépést nyertek a bétába.

## Northrend
Northrend egy félhold alakú kontinens Azeroth északi részén. A kontinens körülbelül feleakkora, mint Eastern Kingdoms, de méreteit tekintve Outlanddel nagyjából megegyezik. Habár Northrend hóval és jéggel borított tájairól ismeretes, a kontinensnek csak bizonyos részei lesznek fagyosak. Northrend 11 zónából áll, tartalmat 68-as szinttől biztosít a játékosok számára, de a kontinensre bármilyen szinten el lehet utazni. A Szövetség hajói Howling Fjord partjainál, vagy Borean Tundra egy öblében kötnek ki, míg a Horda léghajói Borean Tundra egy hatalmas erődítményéhez és a Howling Fjord keleti partjához szállítják utasaikat.

### Northrend zónái
- Howling Fjord (68-72) ( A vrykulnak nevezett ősi, emberszerű faj legnagyobb, tajgás környezete)
- Borean Tundra (68-72) (Tundrás terület a kontinens délnyugati részén. Hozzá tartozik Coldarra szigete is, ami az azúrkék sárkányok jelenlegi központja)
- The Dragonblight (71-75) (A sárkányok temetője)
- Grizzly Hills (73-75) (A helyi furbolgokkal és gazdag élővilággal teli fenyves erdőség)
- Crystalsong Forest (78-80) (Kristályból álló káprázatos erdőség, melynek egén magasan Dalaran nagyvárosa lebeg)
- Zul'Drak (74-77) (A Drakkari jégtroll civilizáció világa)
- Sholazar Basin (75-78) (Rendkívül buja dzsungel, a Titánok egyik gyöngyszeme)
- The Storm Peaks (78-80) (A Titánok hófödte, titokzatos hegyei)
- Icecrown (78-80) (Tömör jégvonulat által kivájt terület, ahol a Lich Király uralkodik. Élő itt nem lelhet nyugalmat)
  - Hrothgar's Landing (78-80) (A 3.2.0-ás javítással megnyílt új, tengeri vrykulok által ostromolt, sűrű köddel borított sziget Icecrown északi pontján)
- Wintergrasp (77-80) (Egy befagyott tó körül kialakult, tisztán PvP zóna)

### Dalaran
Dalaran városa, amelyet a Harmadik Háború alatt Archimonde démonúr lerombolt, a Burning Crusade-ben még újjáépítés alatt volt. A Wrath of The Lich King kiegészítőben az új kontinens fővárosa. Habár a megújult város a felszín felett lebeg, gyalog (teleportálással) és repülő hátassal egyaránt megközelíthető. A város – hasonlóan Shattrath Cityhez – menedékjogú zóna, vagyis a két szemben álló nagy frakció közötti nyílt PvP harc tiltott. Dalaran vezetője Rhonin (Rónin) aki továbbá Azeroth leghatalmasabb, ugyanakkor törvényesen működő semleges mágusegyesületnek, a Kirin Tornak is a főmágusa. A várost természetesen maga a Kirin Tor tartja fent, de található itt két további frakció is: A Silver Covenant (Ezüst Szövetség) és a Sunreavers ("Napszaggatók"). Az előbbi csak a Szövetség, utóbbi csak a Horda oldalon érhető el: Dalaranban a túlélő nemeselfek és az egykor Kael'thas által átalakult vérelfek elfogadták egymás jelenlétét és a területükre tévedő ellenséges játékost sem verik el, csak automatikusan kiteleportálják a bejárat elé.
Dalaran felett nem lehet repülő hátast használni (ez a légi fuvarozásra is vonatkozik!), de a várost alkotó földdarab alatt, az Ibolya Fellegvár (The Violet Citadel) közvetlen közelébe és Krázus leszállópályáján (Krasus' Landing) igen.

## Új városi szolgáltatás: Barber
A kiegészítő illetve a 3.02 javítás egy új városi szolgáltatást építettek be, a barber avagy a fodrászatot. Itt a karakter szintjéhez igazított áron ki lehet csinosítani annak hajának stílusát és színét, de nemcsak az alap karakterszerkesztőnél előforduló sémákra, hanem néhány újra is. A kiegészítők is módosíthatók, úgy mint a szakáll, szarvak, agyarak és tülkök. Bőrszínt és arcot nem alakíthatsz így át. A Szövetség oldalán Stormwindben és Ironforgeban, a Horda fővárosai közül pedig Ogrimmarban és Undercityben találhatók goblinok által üzemeltetett fodrászszalonok, de találhatok több goblin városban is és semleges menedék-státusú központi városokban, így Dalaranban is. A karakter teljes körű átalakításához igénybe vehető a fizetős Character Re-Customization (karakter újrabeállítás), ahol a karakter faján kívül minden kinézeti jellemzője megváltoztatható, és az árban benne van egy további díjtól mentes átnevezés is.

## Új szakma: Inscription
A kiegészítőben a játékosoknak lehetősége nyílik egy új elsődleges szakma, az Inscription (Felírás) avagy Rúnaművesség elsajátítására. A képesség hasonló az Enchantinghoz, de nem a felszerelést, hanem a varázslatokat tökéletesíti. A rúnaművesség alapanyagai a Gyógynövényszedés (Herbalism) által összeszedett növényekből készíthető tinták és persze különböző papírlapok..
- Glyphs (Rúnák)

A Rúnaműveség elsődleges szakterülete természetesen a rúnaírás és ezzel a mágiák módosítás. A kiegészítő illetve a 3.02 javítás után minden 15. vagy annál magasabb szintű játékos számára elérhetővé vált saját Spellbook menüje mellett a Glyphs menü is. Itt szintenként meghatározott számú rúnát lehet a karaktere ráolvasni. Az így kapott bónuszok gyakorlatilag a tehetségfák (talent-tree) kiegészítései.
2 fajta minőségű rúna érhető el: a Főrúna (Major Glyphs) és a Könnyű rúna (Minor Glyphs). Az első főrúna és könnyű rúna 15. szinten, a második főrúna 30. szinten, 50.- és 70. szinten a két utolsó könnyű rúna érthető el, míg az utolsó főrúna a kiegészítő maximális 80. szintjén nyílik meg. A Főrúnák jelentős változtatásokat hozhatnak, az adott varázslat vagy képesség időtartamát, visszatöltési idejét, hatását vagy az alatti további különleges képességek érthetőek el. A Könnyű rúna ennél jóval szerényebb bónusszal rendelkezik, leginkább ritkán vagy vészhelyzet esetén használt képességek hatékonyságát növeli, leggyakoribb típusa például alapanyagot követelő varázslatok módosítása, hogy a továbbiakban nem követelje meg azt a bizonyos régenst. Fontos tudni, hogy néhány kivétellel csak általánosan megtanulható varázslatokat módosíthat csak egy rúnajel és a megvásárolt/készített rúnatekercseket a fővárosokban található sötétkék Lexicon of Power (A Hatalom Lexikonja) közelében lehet aktivizálni.
- Pergamenek és Tekercsek

A Rúnaműveség másodlagos szakterülete a Bájolás (Enchanting) támogatása. A játékosok számára elérthető páncél (Armor)- és fegyver (Weapon) pergamenek (Vellum) úgy is lehet értelmezni, mint nyomatokat, melyek segítségével a bájolók ráolvashatják saját varázslataikat, így végre az aukciós házakban árulhatják tudományuk gyümölcseit, ugyanakkor ezzel véget is vetettek a szükségszerű személyes találkozóknak. A rúnaműveseknek is jó bevételi forrás tud lenni, állandó kereslet van az ilyen különleges papírok, mivel új szakmákat mindig nehéz anyagilag vagy másodlagos karakterek segítségével hatékonyan fejleszteni.
A tekercsek (Scrolls) korábban is elérhetőek voltak, de vagy NPC-k árulták vagy mobok szórták őket. Most már játékosok is készíthetnek különböző erejű tulajdonságnövelő tekercseket. A készíthető varázstekercsek megjelenésével ugyanakkor korlátozták az egy főre ráolvasható hatásokat, így egyszerre csak egy tekercs által biztosított erő lehet egy karakteren, valamint nem lehet ugyanolyan hatású mágiával felvértezve elolvasni, tehát nem lehet egymásra hatóan növelni a kapható bónuszt. Továbbá a rúnaműves képes lesz kártyalapokat rajzolni, így egész paklikat kirakva majd feloldva a Darkmoon Faire frakció jutalmazza meg a pakli tulajdonosát. A tanult rúnaművesek még egész könyveket is képesek írni, amelyeket "egy kézben tartott tárgyként" (Held in Off hand) hordhatnak magukkal.
- A mester- vagy nagymester rúnaművesek már képesek lesznek az első hősi kaszt, a Halállovag varázslatait és képességeit is erősíteni, illetve megtanulnak bonyolult írásokat vésni különböző felszerelésekhez, így a Bájoláshoz hasonló bónuszokat érhetnek el.

A 3.1.0 javítás után megszűnt a Lexicon of Power szerepe és a Glyphs menü átkerült a tehetségfa menübe.

## Az első hős kaszt: Halállovag (Death Knight)
A kiegészítő kétségtelenül legnagyobb újdonsága egy új kaszt ugyanakkor az első hősi kaszt (hero class) megjelenése, a Halállovag (Death Knight). Az új kaszt bármelyik faj számára elérhető, viszont indításának feltétele, hogy a felhasználónak legyen legalább egy 55. vagy magasabb szintű karaktere a kiválasztott szerveren.
A halállovag sok tekintetben a templomos lovag (paladin) sötét formája: Szintén közelharci kaszt, képességei is többnyire a szent harcosok gonosz megfelelői, de manna helyett 3 pár rúnát és a belőlük kinyerhető rúnaerőt használja fel. Mind DPS, mind tankolás során képes helyt állni.
A Blizzard persze nem hagyta ki a 2008-as áprilisi tréfanapot sem, "lehetőséget" adtak a Bard (Bárd) hőskaszt megjelenésére, amely nem épkézláb fegyverekkel vagy mágiával, hanem speciális gitárjainak hangjával harcolt volna. Pengetésével "punk- és rock" sebzést okozhatott volna, de természetesen csak blöff volt ((A Blizzard munkatársai valószínűleg ezzel tisztelegtek (vagy üzentek?) a Guitar Hero III készítőinek, akik a Blizzard saját zenekarának, a "Level 70 Elite Tauren Chieftain" banda "I Am Murloc" számát a saját játékukba is letölthetővé és eljátszhatóvá tették)).
Fontos megjegyezni, hogy minden kasztnál megjelentek olyan tehetségek, amelyek bónusza a játékoson kívül csapatára vagy egész raid csapatára is hatással lehetnek továbbá módosítottak vagy akár teljesen eltöröltek gyenge-, alig használt- vagy éppen túl hatékony képességeket is. Ezzel a készítők taktikusabb és átgondoltabb harci rendszert építhetnek ki.

## Új insták
A második kiegészítő természetesen új instákat és portya-instákat is tartogat.
- Utgarde Keep: Az új, viking-barbár szerű emberfaj, a Vrykulok központi erődrendszere, amely a Howling Fjord (Üvöltő Fjord) területén épült fel. Két, 5 fős csapatra tervezett szárnyra tagolódik.
  - Utgarde Keep (Utgarde Erőd; 70-72) – Az Utgarde Erődben az Üvöltő Fjordon lakó vrykul harcosok központja, és kiképzőhelye, ugyanakkor a befogott vörös őssárkányokat is itt szelídítik. 3 főellenség (ebből az egyik egy párost takar), a legutolsó Ingvar, a Fosztogató (the Plunderer), aki a sárkánylovasok parancsnoka.
  - Utgarde Pinnacle (Utgarde Csúcs; 80) – A létesítmény egyik oldalából kiinduló terület az erőd tetejéig visz fel. Az itt található harcosok a Lich Király valódi szolgái, többségben élők, de sok az élőholt is. 4 főellenség található itt, a legutolsó Ymiron király, a vrykulok névleges uralkodója.
- The Nexus: Maligosz (Malygos) és az általa vezetett kék sárkányrend hadjáratot indított a halandó mágusok ellen, mivel a Mágiahordozó őrülete őket találta felelősnek az évezredekkel ezelőtti Ősök Háborújának közepén árulóvá lett Halálszárny pusztításáért, bár az öreg mágusgyík nem áll kapcsolatban a Lich Királlyal és az Élőholt Csapással. A mágikus erődrendszer a Borean Tundra (Északi Tundra) északnyugati részén található havas Coldarra szigetén fekszik. Két ötfős normál instára és egy 10 vagy 25 fős portya-instára bontható a terület.
  - The Nexus (A Kapcsolat; 71-73) – A csodás varázserőd földalatti barlangja, ahol az azúrkék sárkányok és bérenc mágusvadászok járőröznek. A varázsvonalakból kinyerhető hatalmas energia megcsapolásával foglalkoznak. 4 főellenség található itt, a legutolsó Keristrasza sárkánynő, aki egykor az Alexstraszat, az Életadót és a vörös sárkányrendet szolgálta, de a kék sárkányok elfogták, majd Maligosz partnereként kellett szolgálnia, később a megaláztatások és kínzások miatt megőrült.
  - The Occulus (Az Okkultság(?); 80) – Az erőd magasan elnyúló, kőkörökből és lebegő mágikus padozatoktól teli zsúfolt része, ahol tovább folyik a mágiával való kísérletezgetés. 4 főellenség található itt, a legutolsó (Ley-Guardian) Eregos Vonalvédelmező, aki a szétesett földdarabok tetején köröz, így ügyelve a kinyert mágiaesszenciák útjára.
  - Eye of Eternity (A Végtelenség Szeme; 80+) – A Nexus legmagasabb pontja, ahol maga a Mágia ura, Maligosz szárnyal, várva azokat, akik meg merik kérdőjelezni a varázslókkal szembeni "bölcs" elhatározását.
- Azjol-Nerub: Azjol-Nerub az egykori Nerubiáni civilizáció központja volt, de a Második Háború végén a Lángoló Légió által megkínzott és újraformázott Ner'zhul ork boszorkánymester újjászületett a valódi Lich Királlyá, majd megostromoltatta ezt a birodalmat. A nerubian harcosok sokáig ellenálltak, de a sötét nekromanciával szemben már ők sem tehettek semmit, így végül saját halott bajtársaik pusztították el szeretett hazájukat. A földalatti világ két ötfős instát biztosítva a Dragonblight (Sárkánymétely) területén található meg.
  - Azjol-Nerub (72-74;) – A nerubián városszövetség bejárata, ahol a legtöbb harcosuk elesett az élőhalott veszedelem elleni háborúk során. A vereség után most újra visszatértek a kapuőrök, csak élőhalottként, és legyőzőjük, a Lich Király oldalán. 3 főellenség található itt, a legutolsó az egész civilizációt eláruló bukott király, Anub'arak.
  - Ahn'kahet, az Ősi Királyságok (the Old Kingdoms; 73-75) – Egy kiterjedt nerubián városszövetség romjai, ahol most az élőholt királyhoz hű kriptaszörnyek és vezéreik uralkodnak. 5 főellenség található itt, a legutolsó Herald Volazj arctalan szörnyeteg, akit vélhetőleg a Twilight's Hammer (Az Alkony kalapácsa) nevű titkos, az Ősistenek hatalomra kerülésén munkálkodó sötét szekta idézett meg.
- Drakkari troll romok: A Lich Király felbukkanása előtt az egykori Drakkari troll civilizációt a primitív, barbár törzsek alkotta szövetség tartotta össze, de miután Northrend ura mindenre és mindenkire ki akarta terjeszteni hatalmát, ezek a jégtrollok sem menekülhettek meg förtelmes hadától, nem is beszélve arról, hogy társadalmuk káoszba süllyedt és a valaha magasztalt állatistenségeik többségét vagy elpusztították, vagy rabszolgaságba vetették, hogy a belőlük szerzett erőket a végérvényesen elbukott birodalmuk védelmére használják fel. Két 5 fős instával rendelkeznek.
  - Drak'Tharon Keep (Drak'Tharoni Erőd; 74-76)- A Grizzly Hills (Grizzly Dombok) északnyugati vége, illetve a Zul'Drak déli széle közé beékelődött ősi kővárat Arthas szerezte meg a jégtrolloktól, mára a túlélők elkeseredett küzdelmet folytatnak a hatalmas végvárat uraló élőhalott testvérekkel, a Lich Király ügynökeivel és minden más behatolóval szemben. 4 főellenség található itt, a legutolsó Tharon'ja próféta, aki talán egykoron valóban egy troll volt, csak loaként újjászületve, kígyóistenség képében próbálta megmenteni népét.
  - Gun'Drak (76-78) – A Drakkari jégtrollok központja, Zul'Drak belsejében található épületegyüttes földalatti területe. Itt őrzik a jégtrollok igazi kultúrájának maradványait, ide sem az Élőholt Csapás, sem pedig a kalandozók nem léphetnek be büntetlenül. A trollok állatistenségeinek erejét összpontosítva próbálnak kitartani addig a napig, amíg újjá nem építhetik birodalmukat. 4 főellenség található itt, az utolsó Gal'darah, aki a leginkább tisztelt troll állat, a gyapjas orrszarvú megtestesüléseként, Akali prófétájaként küzd az utolsó jégtroll menedék fennmaradásáért.
- Ulduar: A Storm Peaks (Viharcsúcsok) távoli, hóval lepett északi kiemelkedésén terül el az Azeroth planétát átformáló titánok három nagy városának egyik leghatalmasabbika, ahol korokkal ezelőtt alkották meg e világot majdan benépesítő fajainak őseit. Ez a mélyén a jégbe és sziklába vájt komplexumban található ugyanakkor egy ősistenség, Yogg-Saron elfeledett szörnyeteg testének és erejének börtöne, akit a titánok győztek le, és zártak el évezredekkel az sárkányrendek kialakulása előtt. Ám a Panteon távozása után viszont a félelmetes bestia újra kiterjesztette szellemét és megbabonázta a titánvárosban hátrahagyott őrség tagjait, köztük Lokent, aki a leghűségesebbik lett mind közül, és támogatva mesterét, a helyi vastörpéket (iron dwarf) és vasóriásokat (iron giant) is a bukott ősistenség karmai közé terelte, hogy a gólemhadaival és tűzelementálok ezreivel együtt meghódítsák a fagykontinenset. Azeroth fiatal fajai akkor szereztek erről tudomást, amikor a Explorer's League (Felfedezők Ligája) nevű szövetséges törpe szervezet vezetője, Bronzszakáll Brann (Bronzebeard) fel nem fedezte a várost és annak titkai után nem kezdett nyomozni. Két ötfős normál insta és egy 10 vagy 25 fős portya insta fedheti fel a letűnt teremtők munkáit.
  - Halls of Stone (A Kő Csarnoka; 77-79) – A titánváros egyik ágaként itt tárolják s elemzik a Titánok munkásságát, és talán itt alkották meg a földembereket (earthen), a törpék őseit is. 4 főellenség (ebből az egyik egy eseménysorozatként végbemenő támadóhullám), az utolsó Sjonnir, a Vasformáló (The Ironshaper) vas vrykul, aki a titánváros e szárnyának titkát vigyázza, és mint minden vas vrykul, ő mérhetetlenül megveti a húsból álló lényeket, tehát a fiatal fajok képviselőit.
  - Halls of Lightning (A Villám Csarnoka; 80) – A titánváros másik ágaként a vas vrykulok teremtőhelye. 4 főellenség található itt, a legutolsó pedig a Panteon árulója, Loken, aki mesterének ördögi tervét kiszolgálva alkot százával, ezrével fémtestű barbárokat.
  - Ulduar (80+) – A 3.1.0-ás javítócsomag által vált elérhetővé a központi titánnegyed, maga Ulduar. A bukott ősistenség itt gyűjti maga köré haderejének legjavát, hogy kívánalma szerint azonnal lángba borítsák a jégvilágot, és hogy a titánok által megformált ősnemzetségek leszármazottjain álljon bosszút. A hatalmas, a két oldalágnál is tündöklőbb, aranyló és titokzatos óriásváros számtalan veszélyt tartogat, amit Brann törpe kalandozó fedezett fel először, és vezetése alatt a Szövetség és a Horda egymással összefogva próbálják megmenteni a jövőt. 13 végső főellenség található itt, többségük a gonosz szörnyeteg által megbájolt, illúziókba kergetett, vagy a Panteonhoz hűséges titán, a legutolsó pedig természetesen maga Yogg-Saron.
  - A játékosok a külön kondíciókkal elérhető nehéz mód (hard mode) alatt további egy, igen erős entitás, Algalon, a Megfigyelő (the Observer) nevű elementálszerű éteri lény ellen is megküzdhetnek, aki mélyen a titánvárosban található meg, a Celestial Planetarium (Égi Planetárium) részén. Ez a különös, emberalkatú szellem a titánok utolsó hátramaradt őre, aki Loken halálát követően ébredt fel, és elkezdte elemezni Azeroth helyzetét. Arra a következtetésre jutott, hogy a súlyos fertőzöttség miatt (vélhetőleg a démoni inváziókat és az élőhalottak hadjáratát értve ez alatt) ki kell irtani minden életformát, majd újra kell alkotni az egész bolygót a legelejétől. Sokan ezt a főellenséget tartják a valódi utolsó főellenségnek Yogg-Saron helyett, a Blizzard által ráaggatott beceneve is erre utalhat: Algalon, a "Portyapusztító" (the Raid Destroyer). Szerverenként csak egyszerre egy helyen, egy óra alatt jelenik meg, és a harc folyamán más zárt portya-insta szerveren nem tűnhet fel.
- Crusaders' Coliseum: A 3.1.0-ás javítócsomag másik fontos újításként bevezette az Argent Tournament, azaz az Ezüst Lovagi Torna világeseményt a Jégkorona Gleccser északi szélén kiépült táborban, az Argent Tournament Grounds (Ezüst Lovagi Tornapálya) új területén. A 3.2.0-ás javítócsomaggal a lovagi tornapálya közepén épült hatalmas létesítmény elkészült, majd megnyitotta kapuit a bátor kalandozók előtt, akik itt képezhetik ki magukat, és készülhetnek fel a Lich Király elleni végső ütközetre. Egy 5 fős instát, és két 10 vagy 25 fős portya-instát tartogat a Keresztesek Csarnoka.
  - Trial of the Champion (A Bajnok Próbája; 80) – Az első megmérettetés, ami a sok gyakorlás során bajnokká, majd kereszteskatonává lett kalandozók előtt áll. Itt mérhetik össze tudásukat az ellenséges oldal 3 választott bajnokával (méghozzá egyszerre), az Argent Crusade választott bajnokával, majd a halottaiból visszatért Sötét Lovaggal (Black Knight) szemben. Heroikus mód alatt Bajnoki pecsétek (Champion's Seal) is megszerezhetők a főellenségektől.
  - Trial of the Crusader ( A Keresztes Próbája; 80+) – A második megmérettetésként már inkább befogott szörnyetegek vagy bebörtönzött gonosztevők ellen kell megvívni az ellenséges oldalról kinevezett bajnokok mellett. 5 végső főellenség várja az elszánt harcosokat, legutolsóként pedig visszatér a bukott pókkirály, Anub'arak.
  - Trial of the Grand Crusader ( A Nagy Keresztes Próbája; 80+) – Az utóbbi, A Keresztes Próbája portya-insta nehéz módja, ahol a főellenségek még erősebbek, de persze még jobb felszerelésekkel jutalmazhatnak meg.
- Caverns of Time: Culling of Stratholme (Az Idő Barlangja: Stratholme megtisztítása; 80) : A Tanaris sivatag mélyén kanyargó Idő Barlangjának negyedik, ötfős ágaként a Harmadik Háború újabb döntő eseményének korába repíti vissza a kalandozókat. Stratholme városa ekkor a Order of the Silver Hand (Az Ezüstkéz Lovagrend) központjaként tündökölt, de egyik fiatal tagjuk, az ekkor még hercegi rangú Arthas meggyőződése szerint a Lordaeron királyságát elárasztó Élőholt Csapás megfertőzte a várost mételyezett gabonabálák behozatalával, ezért minden lakosát el kell pusztítani, mielőtt azok átváltoznak élőhalott zombikká. Az ifjú templomos lovag tervét mentora, Fényhordozó Uther (the Lightbringer) és plátóivá lett szerelme, Büszkmocsár Jaina (Proudmoore) ellenezte, és végleg magára hagyták az őrület szélére sodródott lovagot. A World of Warcraftban viszont az időutazó kalandozók támogathatják őt tervei megvalósulásába, az élőholtak támadásának megfékezésében és a 4 főellenség, köztük a legvégső, a város belső szétzüllesztését, és pusztulását kiötlő Mal'Ganis démoni félelemúr legyőzésében. Az itt található időutazós normál instákkal ellentétben ide nem kell a Keepers of Time (Az Idő őrei) frakció kulcsa ahhoz, hogy a játékosok heroikus mód alatt is visszatérjenek a népirtás helyszínére.
- The Violet Hold (Az Ibolya Börtön; 75-77): Dalaran fővárosának mágikus börtöne, amit Maligosz azúrkék sárkányaharcosai, és pribék varázslói vettek be, hogy a Nexus Háborút a Kirin Tor szívére is kiterjesszék. Az öt kalandozó a betolakodók által véletlenszerűen kiszabadított 2 börtönlakó legyőzetése után az ostromot vezető Cyanigosa kék sárkányhölggyel találhatják szembe magukat.
- Naxxramas (80+): Naxxramas egy ősi nerubiáni nekropoliszként (necropolis) szerepelt a Harmadik Háborúban, hogy erődként szolgálva sikeresen terjeszthessék el az Élőholt Mételyt (Blight) és főhadiszállásként az Élőholt Csapás seregét duzzasztotta. A nekropolisz felépítésében kulcsszerepet játszott a Cult of the Damned (Az Átkozott Kultusza) nevű sötét szekta, amelyet Kel'Thuzad, egy egykori dalarani főmágus alapított. A klasszikus alapjáték alatt Naxxramast a Járványföldek (Plaguelands) megtisztítására esküdött fanatikus Scarlet Crusade (Skarlát Kereszteshad), és a Szövetség, valamint a Horda támogatását is élvező Argent Dawn (Ezüst Hajnal) bajnokai megostromolták, ezért a megfertőzött földek keleti részéből Sárkánymételyre teleportáltatta a Lich Király, hogy az Élőholt Ostor előbástyájaként szolgáljon. Ez a 10 vagy 25 fős portya-insta 15 végső főellenséget tartogat, a legutolsó természetesen Kel'Thuzad főlich.
- Chamber of Aspects: Obsidian Sanctum (Az Aspektusok Terme: Az Obszidián Szentély; 80+): A Sárkánymétely közepén kiemelkedő szent Wrymrest templom mélyén a kiválasztott 5 sárkányrend szentélyei kapnak helyett, ahol elsőként a fekete sárkányok portálja nyílt meg. A vulkanikus területen 3 homálysárkány főellenség és egy fekete sárkányúr, Sartharion, az Ónix Védelmező (the Onyx Guardian) várja a kalandozók 10 avagy 25 főnyi portyáját.
- Vault of Archavon (Archavon Tárnái; 80+): Northrend szívében található Wintergrasp ("A Tél Szorítása") zóna egy letűnt titánerődöt foglal magába, amelynek birtoklásáért vérre menő harc folyik a két oldal között. Amelyik oldal elfoglalja a régió legfelső területén kiterjedt hatalmas aranyló várat, a helyi raktáros mellett megnyílik az út minden szövetséges bajtársának ez a portya-insta is. A második kiegészítő alapból egy végső főellenséget rejtett el, Archavon, a Kőőrző (the Stone Watcher) nevű emberalkatú sziklaóriást, de a további két javítócsomag még kettővel, Emalon, a Viharőrző (the Storm Watcher) vasóriással (3.1.0-ás javítás), és Koralon, a Lángőrző (the Flame Watcher) tűzóriással (3.2.0-ás javítás) bővítette ki. Mindhárom főellenség a 10 vagy 25 fős portyák kasztbeli elosztásától függetlenül a megjelenése idejében kijött legjobb epikus PvE vagy PvP páncéltárgykészletekből szórhat el kettőt-hármat.
- Icecrown Citadel (Jégkorona Kastély; 80++): Lich king kastélya. Van benne három 5 személyes insta: a The Forge of Souls, Pit of Saron, és a Halls of Reflection – . És még található itt egy 25 személyes raid, ahol meg lehet szerezni a tier10 armor set-eket továbbá itt található a már végre megölhető Lich King. Egy érdekesség, hogy itt lehet összeszedni a második legendary 80-as itemet, a Shadowmourne-t is.[2]
- Ruby Sanctum (Rubin Szentély; 80+): A wotlk (Wrath of the Lich King) 3.3.5-ös javításában lett betéve, az EU szervereken a 3.3.5a-ba. A történet elején minden normális volt, de a ruby sanctum portáljának az őrei kezdtek eltűnni, később már halott őröket fedezett fel a vörös sárkánynemzedék. Később jöttek rá, hogy a fekete sárkánynemzetség támadja a szentélyt, hogy elpusztítsa a vörös sárkányok tojásait. A raid felépítése sokban hasonlít az Obsidian Sanctum (Obszidián szentély; 80+)-éhoz, ez is egy "völgy" aminek egyik oldalán a bejárati portál, a további 3 égtáj felé kisebb ellenségek, majd középpen Halion áll mint a főellenség. A harc érdekessége, hogy a raidnek ketté kell oszlania, hogy a valós és a Twilight (alkony) valóságban is üssék a szörnyeteget, mivel ha ezt nem teszik, akkor Halion túl erős lesz a másik oldalon és könnyen bevághatja az egész raidet.

Ezzel a kiegészítővel megszűntek az egyes frakciókhoz köthető insták kora. Van 4 jelentős frakció (The Wyrmrest Accord; The Argent Crusade; The Kirin Tor; Knights of the Ebon Blade), amelyek raktárosaiknál már barátságos hozzáállásnál megvásárolható saját köpenyük. Ha egy adott frakció köpenyét viseli a játékos egy 78-80. szintű, vagy heroikus nehézségű instában, a választott frakció számára gyűjti be az ellenséges mobok leölésével járó reputációs pontokat. Ezt a folyamatot Championing, azaz Bajnokká válásnak nevezik és egy egyszerű permanens hatás formájában jelzi a játékosnak (és mindenki másnak is), hogy mely hatalom kegyeiért száll harcba. Ha éppen nincs köpeny a játékoson vagy teljesen más köpenyt hord (klánköpeny, jutalomköpeny), akkor sem vész kárba a reputáció, mert a szövetséges Valiance Expedition, illetve a hordás Warsong Offensive nagy frakciókhoz vándorol.
A játék készítői most kedveznek a kevesebb szabadidővel rendelkező játékosoknak is. Nem kell keményvonalas (hardcore) játékosnak lenni és fél klánnal portyázni egy helyen, lehetőséget adnak arra, hogy 10 fővel is nekivágjanak a kihívásokra vágyó játékosok. Cserébe gyengébb ellenségek és főnökök várhatók, akik csekélyebb választékkal, és közepesen erős lila tárgyakat szórhatnak, így a Burning Crusade alatt bevezetett normál és heroic (heroikus) nehézségi fokozat alapján írták újra a portyázást is. 10-fős portya.insta a normál, a valódi 25-fős az pedig heroikus.
Fontos változás még, hogy a 80. szintű heroikus instákban és normál portya-instákban már nem Badge of Justice (Az Igazság Jelvénye) jutalomtárgyakat szerezhetnek a játékosok, hanem Emblem of Heroic, a Hősiesség Emblémáját, így nem gyűjthetnek össze jelvényeket a 70. szintű instákból. A heroikus portya-instákban pedig már Emblem of Valor, a Bátorság Emblémája szerezhető a legyőzött végső főellenségektől. A 3.1.0-ás javítócsomaggal, az Ulduar titánváros megjelenésével a normál portya során a Bátorság, míg a heroikus kalandban már egy új Emblem of Conquest, a Hódítás Emblémája jelent meg. A készítők vélhetőleg észrevették, hogy az ezt követő javítócsomagok átláthatatlanná tehetik a tárgybeváltós rendszert, és így magát a felszerelések érzékeny erőegyensúlyát is, ezért a 3.2.0-ás javítással eltörölték a főellenségek által elszórt Hősiesség- és a Bátorság emblémáit, így a kiegészítő heroikus instái alatt már a Hódítás-, míg az újabb, a Emblem of Triumph, azaz a Diadal Emblémája a Keresztesek Csarnoka két portyáján kaparintható meg. Mivel a két korábbi embléma beváltására szakosodott kereskedők megmaradtak, mindkettőnél van mód átalakítani a megszerzett Hódítás emblémákat a kiválasztott régire, a Diadal emblémát pedig Hódításra, így a friss 80. szintűek is megszerezhetik az átkonvertálás nélkül amúgy elérhetetlenné váló korábbi epikus felszereléseket, nem is beszélve az első megvásárolható epikus csiszolatlan drágakövekről, amelyeket csak a legelső emblémákkal lehet kiváltani, és a képzett ékszerészekkel megmunkálni.

## Új PvP lehetőségek
Az új PvP zónában – Lake Wintergraspban – lehetőség nyílik majd ostromgépek, sőt még harci repülők használatára és megjelennek a lerombolható tereptárgyak, hidak is (természetesen ezek időnként újraépülnek). Ebben a zónában is vannak mobok és begyűjthető nyersanyagok, ám a terület beállítottsága miatt ritkán lesz nyugodt a vidék, sőt, igazi mészárszék, mivel nincsenek se szabályok, se kiegyensúlyozott létszám és bármelyik frakció is uralja majd ezt a zónát, jutalmuk egész Northrendre ható bónusz maguknak és szövetségeseik számára. Ez megfigyelhető Outlandon is, de ott csak régiónkét lehet kivívni elsőbbséget, teljes dominanciára nincs lehetőség. Az így megszerzett buff egyik legnagyobb előnye, hogy lehetővé tesz minden normál és heroikus instancéban a főellenségektől különböző számú Stone Keeper's Shard jelvény felszedését. Ezeket a jelvényeket később beválthatók különböző ékkövekre, kereskedelmi receptekre és felszerelésekre a Wintergrasp Erődben található főkereskedőnél. További lényeges adalék, hogy csak az adott frakció teljes területi elsőbbsége után érhető el a normál/heroikus Vault of Archavon raid, ahol néhány erős elit elementál elpusztítása után máris Archavon the Stone Wather boss előtt találjuk szembe magunkat. Ez a boss minden esetben 2 epikus kasztspecifikus setdarabot dob és véletlenszerűen mind a normál PvE, mind a PvP cuccokból válogathat.
Egy új PvP csatatér (Battleground) is megjelenik, a Strand of the Ancients (Az Ősök Partja). Ez egy valóban megosztott harcmező lesz, az egyik oldal a partraszálló, ostromgépeket használó támadók, a másik pedig a tüzérséggel és falakkal körülvett várvédők lesznek. Új arénák is várhatóak és ezeken belül megjelennek a változó terepviszonyok (földből feltörő karók, emelkedő vízszint.:stb).
Fontos változás még a PvP specialista játékosok kedvéért átírt tehetség-fák. A készítők megpróbálták minimálisra korlátozni a különféle esélyeket, de leginkább az ellenséges debuffok hatását csökkentették az által, hogy a rendkívül alacsonynak számító hatások elkerülése helyett inkább a hatás időtartamának redukálására koncentráltak. Így sokkal igazságosabbá vált a játékosok közti harc.

## Achievement rendszer
Az új kiegészítő, illetve a 3.02 javítás a játékba bevezette a különleges Achievement azaz eredmény rendszert. Ez a rendszer nagyban különbözik a küldetésektől, mert gyakorlatilag olyan, mint egy saját napló, azzal a különbséggel, hogy meghatározott egységekre épül fel. Megjegyzi a karakter minden 10. szintlépését, Azeroth és más elérhető világok teljes felfedezését, sőt még a főellenségek legyőzésével bejegyzi a teljes insta (vagy portya-insta) sikeres teljesítését is. Ez persze csak külcsín, jóval több szociális megbízással rendelkezik. Ha a napló csak ennyi lenne, senki sem törné magát rajta, de ennél sokkal többről van szó: Ugyanis minden ilyen teljesítmény csoportokra van bontva és aki az adott csoport fontosabb követeléseit vagy az összes kihívását teljesíti a játékos, általában egyedi kinevezésben részesül, de gyakran igen komoly jutalmat is kap. Például a WoW világ teljes körű felfedezésének jutalma egy "The Explorer" rang és tabard vagy az összes WOW ünnepségben való maximális részvételének egy ibolya proto-sárkány (nagyon gyors repülő hátas). A PvP alatt nyújtott teljesítményt is figyelembe veszi a rendszer, külön jó pont, hogy például az ellenséges frakció fajainak vezetőivel való leszámolás is szerepel benne vagy a fővárosvédelem. Egy bizonyos csoport, a Feats of Strength pedig gyakorlatilag a fanatikus WOW játékosoknak, avagy "gamer-szleng" alapján kockáknak szolgáltat abszolút küldetéseket. Olyanokat, mint ki lesz az első 80. szintű az adott szerveren (Ez fajra és kasztra is továbbágazik), ki lesz az első Nagymester valamilyen szakmában, ki végzett először bizonyos raidek főellenségeivel, továbbá kitüntetés jár itt olyan dolgokért, előnevekért, amik már nem megszerezhetők (PVP titulusok, régi, már nem kapható hátasok, bejelentkezés a játékba a 4. évfordulóján stb.) vagy bár teljesíthetők, a belefektetendő idő miatt sok játékos nem teljesíti (pl. paladinok 100%-os sebességű lovának a küldetéssorozata).
Az achievmentek jutalomként rangot, vagy csatában nem használható tárgyakat adhatnak. Jelenleg is folyamatos bővítés alatt áll a rendszer, az új tartalmakhoz természetesen új elvégezhető feladatok állnak rendelkezésre.
Az achievment rendszerrel együtt került bevezetésre egy statisztika lap is, ahol a játékosról számszerű adatok állnak rendelkezésre, mint pl. összes megszerzett pénz, összes megölt ellenfél, stb.

## Grafikai fejlesztések
A Blizzard bejelentette, hogy az új kiegészítő megjelenésével bizonyos mértékben fejleszteni fognak a World of Warcraft grafikus motorján. A fejlesztők új shaderekkel kísérleteznek, melyeknek alkalmazására a hóval és jéggel borított területeken kerül majd sor, továbbá a tűz és láng effektek, valamint az árnyékok sokkal realisztikusabban fognak hatni, mint jelenleg.

## 3.02 javítás
A 3.02 javítás (patch), ami az Echoes of Doom alcímmel vált letölthetővé azért, hogy felkészítse a játékklienst a kiegészítő megjelenésére. A Blizzard készítői ezzel előretolták az Inscription (Rúnaművesség), a városi barbershop (borbély, fodrászat) megjelenését, átgondoltabb talentrendszert, grafikai módosításokat és a már említett Achievement rendszert is. Így alaposan beraktározhatnak a játékosok a rúnaíráshoz és kipróbálhatnak új tehetségképességeket is.
További extra a több, mint 1GB-os javításban a Blizzard saját Player Calendarja (Játékos Kalendárium). Egy ingyenesen letölthető beépülő modul (add-on) használatát váltotta ki, de ezenkívül nem tartalmazz különösebb újításokat. Az adott év hónapjait és napjait mutatja, akár csak egy valódi naptár, így lehetőséget ad arra, hogy óramű pontossággal szervezzenek meg a játékosok raideket, szórakoztató találkozókat, illetve dátumozzák a World of Warcraft saját ünnepségeit is (Hallow's End (Halloween), Winter Veil (Karácsony) Love is in the Air (Valentin Nap), egyéb rendezvények).

## Rendszerkövetelmények
A kiegészítő rendszerkövetelménye teljes mértékben megegyezik a The Burning Crusade rendszerkövetelményével, ugyanakkor megköveteli utóbbi kiegészítő meglétét is. Ezek szerint:

### Windows
- OS: Windows 2000 (Service Pack 4); Windows XP (Service Pack 2); Windows Vista
- Processzor:
  - minimum: Intel Pentium 3 800 MHz vagy AMD Athlon 800 MHz processzor
  - ajánlott: Intel Pentium 4 1,5 GHz vagy AMD XP 1500+ processzor
- Memória:
  - minimum: 512 MB RAM
  - ajánlott: 1 GB RAM
- videókártya:
  - minimum: 32 MB 3D grafikus processzor T&L támogatással, például egy NVIDIA GeForce 2 vagy jobb
  - ajánlott: 64 MB VRAM 3D grafikus processzor Vertex és Pixel árnyalókkal, például GeForce FX 5700 vagy jobb
- Hang: DirectX-kompatibilis hangkártya

### Macintosh
- OS: Mac OS X 10.3.9 vagy újabb
- Processzor:
  - minimum: 933 MHz G4, G5 vagy Intel processzor
  - ajánlott: 1.8 GHz vagy gyorsabb G5 vagy Intel processzor
- Memória:
  - minimum: 512 MB RAM
  - ajánlott: 1 GB DDR RAM javasolt
- videókártya:
  - minimum: NVIDIA vagy ATI grafikus processzor 32 MB videómemóriával
  - ajánlott: NVIDIA vagy ATI grafikus processzor 64 MB vagy több videómemóriával

### Minden platform
- Internet kapcsolat:
  - minimum: 56k modemes kapcsolat
  - ajánlott: széles sávú internet kapcsolat
- Egér: többgombos egér lehetőség szerint görgővel
- 4x CD-ROM meghajtó a telepítéshez, igény szerint azonban a játék telepítőprogramja letölthető az internetről.
- a szükséges lemezterület folyamatosan nő, a teljes játék jelenlegi mérete 14 és 15 GB közt van.